# I Korpus (UHA)
I Korpus – korpus Ukraińskiej Armii Halickiej, utworzony w połowie lutego 1919 z oddziałów odcinka „Piłnicz” (Północ, grupy bojowe Sokal, Uhnów-Bełz, Rawa Ruska, Jaworiw, Janiw).

## Organizacja
Jego komenda znajdowała się w Kamionce Strumiłowej, dowódcą Korpusu był płk Wiktor Kurmanowycz, a potem płk Osyp Mykytka. Szefem sztabu był mjr Wurmbrandt, później mjr I. Kunisz.
W skład Korpusu wchodziły:
- 5 Brygada Sokalska – dowódca kpt. Osyp Demczuk, kpt. Wołodymyr Kossar
- 6 Brygada Rawska – dowódca kpt. Julijan Hołowinskyj
- 9 Brygada Uhnowsko-Bełzka – dowódca mjr Bohusław Szaszkewycz
- 10 Brygada Jaworowska (Janowska) – dowódca płk Andrij Dołud, kpt. M. Kłymkewycz, kpt. Franz Kondraćkyj
- 1 pułk konny
- Żydowski kureń Ukraińskiej Armii Halickiej

## Działania
Do kwietnia 1919 wojska korpusu operowały na linii frontu Krakowiec – Niemirów – Rawa Ruska – Bełz – Sokal.